# Chagnerich
Chagnerich, auch Hagnerich, (* um 565; † um 633) war ein fränkischer Adliger und unter der Herrschaft der Merowinger Comes im Pagus Meldensis um den Hauptort Meaux.

## Leben
Die Existenz des Chagnerich ist neben der Vita sancti Columbani des Jonas von Bobbio, die dieser um die Jahre 640 bis 643 als Mönch der Abtei Bobbio verfasste, insbesondere noch durch die Vita Faronis des Hildegar von Meaux belegt.
Er entstammte einer Adelsfamilie fränkischer Herkunft, die ursprünglich im Burgund begütert war und neben den verwandten Waltrichen zu den mächtigsten Vertretern der burgundischen Aristokratie zählte. Sein Vater Gundovald wurde von Guntrhamn, der als Vormund seines Neffen Chlothar II. das fränkische Teilreich Austrasien regierte, in das Amt des Comes von Meaux eingesetzt. Gundovald verdrängte dort mit militärischer Gewalt den Amtsinhaber Werpin, einen Anhänger von Gunthramns Bruder und Rivalen Chilperich I. Nach der Ermordung Gundovalds durch eben jenen Werpin um das Jahr 585 trat Chagnerich die Nachfolge seines Vaters als Comes von Meaux an.
Aufgrund des Prädikats Vir illustris, das Jonas dem Comes verleiht, ist davon auszugehen, dass Chagnerich höchste königliche Ämter bekleidete. Die in der Vita Columbani verwendete Ehrenbezeugung conviva (dt. Tischgenosse) lässt zudem darauf schließen, dass er bei König Theudebert II. in sehr hohem Ansehen stand.
Eine besondere historische Bedeutung kommt Chagnerich, neben seinem Verwandten Waldelenus, als einflussreichem Förderer der Missionstätigkeit des heiligen Kolumban zu, die entscheidend zur Christianisierung der Gebiete nördlich der Alpen beitrug. Den flüchtigen Missionar, der sich der Deportation durch Theuderich II. zurück nach Irland in Nantes entziehen konnte, nahm Chagnerich für längere Zeit in seinem Landgut Villa Pipimisiacum auf.

## Besitz
Der Besitz des Chagnerich in Austrasien konzentrierte sich auf die Region um Meaux, die Umgebung östlich von Paris sowie das Gebiet nördlich der französischen Hauptstadt um die Gemeinde Louvres. Durch die Heiligenviten sind namentlich das Landgut Villa Pipimisiacum, das heutige Poincy sowie die Villa Eboriacum als im Besitz des Chagnerich bekannt. Die Ländereien der Villa Eboriacum stiftete er für die Gründung der Abtei Faremoutiers durch seine Tochter.
Seinen Amtssitz als Comes des Pagus Meldensis hatte Chagnerich in Meaux.

## Familie
Er hatte zwei Brüder, die wie Chagnerich ihrem Vater Gundovald aus Burgund folgten und sich in Austrasien niederließen: Chagnoald, der in Reims ansässig war, sowie Autharius, der Güter in Soissons und Meaux besaß.
Chagnerich war Stammvater der Burgundofarones, die als herausragende Familie der austrasischen Führungsschicht bis zum Aufstieg der Pippiniden und Arnulfinger gelten. Ein Nachfahre des Chagnerich, Hagano, ist nach aktuellem Forschungsstand das geschichtliche Vorbild für die literarische Figur des Hagen von Tronje der Nibelungensage und des Nibelungenliedes.
Er war in erster Ehe mit Leudegundis verheiratet – aus dieser Verbindung entstammten fünf Kinder:
- Chagnoald (vor 627–633/34 Bischof von Laon)
- Chagnulf (Comes von Meaux; ermordet 641)
- Burgundofaro (Referendar Dagoberts I. Nach 633– um 672 Bischof von Meaux und dort Gründer des Klosters St. Faron)
- Burgundofara, (Gründerin der Abtei Faremoutiers, † nach 633/34)
- Agnetrade († nach 633/34)

Aus einer zweiten Ehe mit einer nicht namentlich bekannten Gattin stammte noch eine weitere Tochter, Gibitrudis.